# Vattenpolo vid panamerikanska spelen 2015
Vattenpolo vid panamerikanska spelen 2015 avgjordes i Markham, Ontario, Kanada under perioden 7–15 juli 2015.

## Medaljörer
| Gren                            | Guld | Silver | Brons |
| Herrarnas turnering Detaljer... | USA Merrill Moses Alex Obert Luca Cupido Josh Samuels Tony Azevedo Alex Bowen Bret Bonanni Nikola Vavic Jackson Kimbell Alex Roelse Jesse Smith John Mann McQuin Baron                                            | BRA Adrián Delgado Bernardo Gomes Bernardo Rocha Felipe Perrone Felipe Costa e Silva Guilherme Gomes Gustavo Guimarães Ives Alonso Jonas Crivella Josip Vrlić Paulo Salemi Thyê Bezerra Vinicius Antonelli | CAN Constantine Kudaba Nicolas Bicari Justin Boyd Kevin Graham John Conway Jared McElroy Dusan Aleksic Robin Randall Oliver Vikalo Scott Robinson Alec Taschereau Dusan Radojcic George Torakis          |
| Damernas turnering Detaljer...  | USA Samantha Hill Maddie Musselman Melissa Seidemann Rachel Fattal Caroline Clark Maggie Steffens Courtney Mathewson Kiley Neushul Ashley Grossman Kaleigh Gilchrist Makenzie Fischer Kami Craig Ashleigh Johnson | CAN Jessica Gaudreault Krystina Alogbo Katrina Monton Emma Wright Monika Eggens Jakie Kohli Joëlle Békhazi Shae Fournier Carmen Eggens Christine Robinson Stephanie Valin Dominique Perrault Claire Wright | BRA Tess Oliveira Marina Zablith Izabella Chiappini Catherine Oliveira Luiza Carvalho Mirella Coutinho Gabriela Dias Diana Abla Marina Canetti Lucianne Maia Melani Dias Viviane Bahia Victoria Chamorro |

### Fotnoter
1. ↑  About Pan Am / Parapan Am Games Arkiverad 15 juli 2015 hämtat från the Wayback Machine.. Markham Globalfest. Läst 15 juli 2015.